# Словесные названия российского оружия/А
Словесные названия российского оружия
А
Б
В
Г
Д
Е
Ё
Ж
З
И
К
Л
М
Н
О
П
Р
С
Т
У
Ф
Х
Ц
Ч
Ш
Щ
Э
Ю
Я
- «Абаим-Абанат» — штурмовой разградительно-заградительный спецавтомобиль на базе ГАЗ-233034 (СПМ-1)
- «Абакан» — 5,45-мм общевойсковой автомат АН-94 (6П33) производства завода «Ижмаш»
- «Абзац» — приёмо-передающая УКВ радиостанция Р-173
  - «Абзац-М» — приёмо-передающая УКВ радиостанция Р-173М с цифровым режимом работы с функцией маскировки речи и передачи данных со скоростью до 16 кбит/сек
- «Абзац» — 220-мм агитационный реактивный снаряд 9М27Д для ракетной системы залпового огня «Ураган»
- «Абонент» — телефонный аппарат засекречивающей аппаратуры связи П-171Д
- «Абрикос» — 220-мм реактивный снаряд 9М27С с зажигательной боевой частью для ракетной системы залпового огня «Ураган»
- «Абрис» — авиационная система глобальной навигации и посадки
- «Абхазия» — экспедиционное океанографическое судно проекта 976
- «Авангард» — стратегический гиперзвуковой ракетный комплекс
- «Авангард» — управляемый боевой блок Ю-71, позволяющий использование МРБ по стратегии «глобального удара»
- «Авария» — авиационная аварийная портативная УКВ радиостанция Р-855А1
- «Август» — опытная подводная лодка проекта 613 с корпусным покрытием НППРК-1
- «Авдотка» — аппаратура тонального телеграфирования П-327-12
- «Авис» — беспилотный летательный аппарат мБЛА-С «Авис»
- «Аврора» — ракета-носитель
- «Аврора» — комплекс ПРО с ракетой А-351 (проект)
- «Аврора» — перспективный артиллерийский комплекс управляемого вооружения
- «Аврора» — корабельный гидроакустический комплекс
- «Автобаза» — наземный комплекс исполнительной радиотехнической разведки 1Л222
- «Автограф» — гидроакустический измеритель скорости звука МГ-53
- «Автомат» — авиационный контейнер постановки пассивных помех (бункер выброса полуволновых диполей) типа АСО-2Б, АПП-22
- «Автоматизация» — изделие 48Я6
- «Автоматизм» — оперативно-тактический тренажёрный комплекс для подготовки командиров ВМФ
- «Автономия» — перспективный противотанковый ракетный комплекс
- «Автопокрышка» — телеграфный комплекс П-115
- «Автострада» — авиационная противорадиолокационная ракета РПЗ-59
- «Агава» — тепловизионный прицел наводчика танка Т-90
- «Агат» — морской минный тральщик проекта 02668
- «Агат» — аппаратура космической связи
- «Агат» — автоматизированная малая шифровальная машина М-105
- «Агат» — танковый командирский прицельный комплекс ТКН-4С (ПНК-4С)
- «Агат» — комплекс аппаратуры уплотнения воздушных и кабельных фронтовых линий связи П-310М
- «Агат» — комплекс фотоаппаратуры 11В38 на орбитальной станции «Алмаз»
- «Агат» — проект оперативно-тактического ракетного комплекса 9К713 [Sterlite]
- «Агент» — револьвер ТКБ-0216Т
- «Аглень» — 72,5-мм реактивная противотанковая граната РПГ-26 (6Г19)
- «Адмиралец» — рейдовый служебно-разъездной катер проекта 371
- «Агона» — танковый комплекс управляемого вооружения 9К117
- «Адонис» — корабль измерительного комплекса проекта 19510[1]
- «Адрос» — авиационная станция оптико-электронного подавления
- «Адунок» — автоматизированный дистанционно-управляемый наблюдательно-огневой комплекс
- «Адъютант» — авиационная радиоэлектронная система
- «Адъютант» — универсальный мишенно-тренировочный комплекс (УМТК) 9Ф6021Э в составе: наземная машина управления на базе Урал-5323 с прицепом, мишени воздушные: ракетного типа с турбореактивным двигателем, самолётного типа с воздушно-винтовой тягой, самолётного типа с турбореактивным двигателем и вертолётного типа
- «Азалия» — авиационная станция постановки помех (ЛО24, ЛО27)
- «Азалия» — беспилотный постановщик помех К-10ПП/К-10СП (ПКР К-10СН+СПС-151)
- «Азарт» — лопата пехотная из броневой стали
- «Азбука» — телефонный коммутатор П-206Б
- «Азид» — семейство станций радиорелейной связи
- «Азимут» — малое гидрографическое судно проекта 860
- «Азимут» — шифровальный прибор
- «Азимут» — авиационная РЛС бокового обзора
- «Азов» — корабельный цифровой вычислительный комплекс
- «Азов» — радиолокационный измерительный комплекс 5К17
- «Азов» — двухэшелонный противоракетный комплекс С-225 (ПРС-1)
- «Азур» — комплексы аппаратуры уплотнения линий связи П-330
- «Аист» — противотанковая управляемая ракета
- «Аист» — патрульный катер для погранвойск проекта 1398
- «Аист» — разведывательный БПЛА вертолётного типа
- «Аист» — авиационная аппаратура телевизионной разведки (М-152)
- «Аистёнок» — переносная РЛС артиллерийской разведки
- «Айболит» — бронированная медицинская машина для ВДВ
- «Айва» — портативная УКВ радиостанция пограничных войск
- «Айнет» — танковая система дистанционного подрыва осколочно-фугасных снарядов
- «Айсберг» — патрульный катер
- «Айсберг» — ледокольный сторожевой корабль проекта 97-П
- «Айсберг-Разрез» — авиационный комплекс двухчастотной РЛС
- «Академик Алексей Крылов» — научно-исследовательские корабли проекта 1846[2]
- «Академик Крылов» — океанографические исследовательские корабли проекта 852
- «Академик Николай Андреев» — научно-исследовательские корабли проектов 19241/19242[3]
- «Академик Сергей Королёв» — научно-исследовательские корабли проекта 1908[4]
- «Акация» — корабельная УКВ радиостанция Р-609
- «Акация» — 152-мм самоходная гаубица 2С3 (объект 303)
- «Акация» — АСУ войсками (силами) военного округа
- «Акация» — корабельная система управления стрельбой 3Р-10 ракетного комплекса 3К-10
- «Акация» — плоский барьер безопасности ПББ
- «Акация» — авиационный высотомер
- «Аква» — подводный автономный телеуправляемый комплекс
- «Акваланг» — переносной пеленгатор Р-396У
- «Аквамарин» — минный тральщик проекта 266 [Yurka]
  - «Аквамарин-М» — минный тральщик проекта 266М [Natya]
- «Аквамарин» — морской минный тральщик проекта 254
- «Акваторий» — мобильный водолазный противодиверсионный комплекс
- «Акватория» — специальная радиостанция
- «Акведук» — комплекс радиосвязи (портативных и возимых радиостанций) Р-168
- «Аквилон» — комплекс оптического подавления
- «Акела» — боевой нож
- «Аккорд» — корабельная БИУС МВУ-111 для подводных лодок проекта 705
- «Аккорд» — АСУ Внутренних Войск
- «Аккорд» — тренажёр 5Г98 для ПВО (С-75, С-125)
- «Аккорд» — аппаратура передачи данных ПВО (модем)
- «Аккорд» — ёмкостный датчик для КС-185
- «Аккумулятор» — специальная головная часть для ракет Р-2
- «Аксон» — атомная подводная лодка специального назначения проекта 09780 (667АК)
- «Актай» — сверхлёгкий многоцелевой вертолёт
- «Актиния» — авиационная бортовая аварийная КВ радиостанция Р-861
- «Акула» — десантный катер проекта 1176
- «Акула» — тяжёлая ракетная атомная подводная лодка проекта 941
- «Акула» — аппаратура кодовой сверхбыстродействующей связи Р-758 для ВМФ
- «Акула» — авиационная противокорабельная торпеда РБТ-700
- «Акцент» — тепловизионный наблюдательный прибор ТНП-1 (1ПН62)
- «Акция» — малогабаритная УКВ радиостанция Р-147
  - «Акция-П» — малогабаритный УКВ радиоприёмник Р-147П
- «Акция» — батарея 6РЦ83 для Р-147, Р-147П
- «Алазань» — 82,5-мм противоградовая ракета
- «Алан» — электронный ракетный комплекс-автомат
- «Алатау» — наземный РЛК
- «Алдан» — экспериментальная система ПРО А-35
- «Аллея» — корабельная БИУС МВУ-203
- «Аллигатор» — ударный вертолёт Ка-52
- «Аллигатор» — 533-мм самонаводящаяся торпеда 53-61
- «Алмаз» — серия космических аппаратов
- «Алмаз» — корабельная БИУС МВУ-105;-106
- «Алмаз» — авиационный радиолокационный прицел
- «Алмаз» — авиационный бортовой аварийный информатор П-591Б
- «Алмаз» — базовый минный тральщик проекта 1252
- «Алмаз» — телеуправляемый шнуроукладчик проекта 1253
- «Алмаз» — программно-коммутирующее устройство 9ЕИ-3584 (для авиационной бомбовой кассеты РБК 500У АО1-2)
- «Алмаз» — АСУ КП объединений и ЦКП Войск ПВО
- «Алмаз» — индуктивное периметровое средство обнаружения
- «Алтаец» — станция постановки помех сотовой связи
- «Алтаит» — 30-мм несерийный автоматический гранатомёт 6Г25 (мод. АГС-17)
- «Алтай» — радиолокационный комплекс П-80 (1РЛ118)
- «Алтай» — многоцелевой транспортёр-тягач МТ-ЛБВ-НС
- «Алтек» — тренажёр комплекса «Спектр»
- «Алтын» — титановый защитный шлем
- «Алфавит» — радиостанция Р-974
- «Алфавит» — командно-штабная машина Р-125
- «Альбатрос» — учебно-тренировочный самолёт Л-39
- «Альбатрос» — МБР с крылатым боевым блоком
- «Альбатрос» — БПЛА (конвертоплан)
- «Альбатрос» — УКВ радиостанция (опытная)
- «Альбатрос» — самолёт-амфибия А-40
- «Альбатрос» — малый противолодочный корабль проекта 1124
- «Альбатрос» — корабельный радиолокационный комплекс РЛК-101
- «Альбатрос» — бронебойная авиабомба БРАБ-1500
- «Альбатрос» — корабельный авторулевой
- «Альт» — корабельная цифровая вычислительная система 3Р-69
- «Альтаир» — самолёт-амфибия Бе-200
- «Альтаир» — космический аппарат-ретранслятор 11Ф669 («Луч»)
- «Альтернатива» — оптико-электронная прицельная система
- «Альтиус» — экспериментальный разведывательный БПЛА большой продолжительности полёта («Альтаир»)
- «Альфа» — очки и бинокль ночного видения
- «Альфа» — лазерный целеуказатель
- «Альфа» — ракетная боевая управляющая система
- «Альфа» — сверхзвуковая ПКР 3М51 (П-900); 3М54
- «Альфа» — авиационная прицельно-поисковая система
- «Альфа» — корабельная центральная вычислительная система МВУ-103
- «Альфа» — бронешлем
- «Альфа» — стационарный КВ радиоприёмник ВРП-1, ВРП-2, ВРП-3 (Р-253)
- «Альфамарин-5000» — миноискатель
- «Альянс» — система морского оружия
- «Алыча» — малогабаритная копировальная фотокамера «прокатки»
- «Аляй» — военный танкер проекта 160
- «Амазонка» — радиодальномер РД-75 зенитно-ракетного комплекса С-75М
- «Амбулатория» — экспортный вариант Ми-8МТВ в санитарном варианте — Ми-17-1ВА
- «Амга» — ракетовоз-погрузчик проекта 1791 (МБР РСМ-40 для подводных лодок проекта 667Б)
- «Амёба» — комплекс дистанционной постановки помех (БПЛА)
- «Аметист» — противокорабельная ракета П-70 (4К-66)
- «Аметист» — малый противолодочный корабль проекта 1124П
- «Аметист» — автоматизированный комплекс радиоразведки
- «Аметист» — авиационная бортовая РЛС Н-003 (МиГ-23МЛА)
- «Аметист» — корабль-водитель тральщика-шнуроукладчика проекта 1253В
- «Амулет» — корабельная противодиверсионная гидроакустическая система МГ-717(747)
- «Амулет» — противоподкопное периметровое средство обнаружения
- «Амур» — система противоракетной обороны А-135 (5Ж60)
  - «Амур-П» — полигонный противоракетный стрельбовой комплекс 5Ж60П
- «Амур» — экспортный вариант подводных лодок проекта 677
  - «Амур-950» — уменьшенная экспортная модификация проекта 677 «Лада»
  - «Амур-1650» — экспортная модификация проекта 677 «Лада» 4-го поколения
- «Амур» — КВ радиоприёмник Р-154
- «Амур» — 23-мм счетверённая установка (башня) АЗП-23 для ЗСУ-23-4 «Шилка»
- «Амур» — авиационный автоматический радиокомпас АРК-5
- «Амур» — военный танкер для сбора радиоактивных отходов проекта 1151.1
- «Амур» — понтонный парк ППС-81 на шасси КрАЗ-260Г
- «Амур» — специальный поезд (бронесостав)
- «Анабар» — самоходный прибор гидроакустических помех МГ-14
- «Анаконда» — система контроля морских рубежей
- «Анаконда» — истребитель-перехватчик Ла-250
- «Аналог» — экспериментальный МиГ-21И-1
- «Анапа» — корабельная опускаемая гидроакустическая станция
- «Ангара» — стартовая позиция МБР Р-7
- «Ангара» — радиостанция Р-354
- «Ангара» — авиационная наземная переносная УКВ радиостанция Р-809
- «Ангара» — КВ радиостанция 2Р20
- «Ангара» — ЗРК С-200
- «Ангара» — ракета-носитель
- «Ангара» — корабельная РЛС МР-300
- «Ангара» — 37-мм АЗП-37-2М (500-П) в ЗСУ-37-2
- «Англия» — ботинки с высокими берцами
- «Ангстрем» — носимая УКВ радиостанция для спецслужб
- «Андога» — навигационный комплекс
- «Андромеда» — подводная лодка проекта 667М
- «Андромеда» — БИУС АПЛ
- «Андромеда» — перспективный комплекс управления ВДВ
- «Анива» — станция радиотехнической разведки
- «Анис» — корабельный комплекс связи
- «Анис» — телефонный аппарат специальный
- «Анкер» — корабельная станция обнаружения работающих РЛС
- «Анкер» — обнаружитель взрывных устройств
- «Анкер» — 125-мм БПС 3БМ39
- «Анкер» — опытный танк Т-90ЕА (объект 187)
- «Анод» — лазерный прибор разведки ЛПР-2
- «Анонс» — антенно-фидерное устройство
- «Ансат» — лёгкий многоцелевой вертолёт
- «Антарес» — катер на подводных крыльях проекта 133 («Дельфин»)
- «Антарктида» — транспортный самолёт Ил-76ТД
- «Антей» — автоматизированная приёмная аппаратура РТР
- «Антей» — система управления ракетной стрельбой ПКР П-6
- «Антей» — военно-транспортный самолёт Ан-22
- «Антей» — подводная лодка проекта 949А
- «Антей» — ЗРК С-300ВМ (9К81М)
- «Антисвид» — аппаратура обнаружения скрытых оптико-электронных устройств
- «Антиснайпер» — малогабаритная лазерная локационная аппаратура
- «Антракт» — базовый комплекс средств наблюдения (с БПЛА)
- «Анчар» — большой противолодочный корабль проекта 11990
- «Анчар» — радиовысотмер А-079 ПКР Х-59МК
- «Анчар» — станция помех КВ радиосвязи Р-325 (Р-325М, Р-325М2)
- «Анчар» — подводная лодка проекта 661
- «Анчар» — серия однопозиционных радиоволновых извещателей для охраны периметра
- «Аолл» — автономная корабельная цифровая вычислительная система
- «Аппассионата» — корабельный малогабаритный навигационный комплекс
- «Арагви» — цифровая система передачи данных ПВО
- «Аракс» — цифровая система передачи данных ПВО
- «Аракс» — космический аппарат оптико-электронной разведки 11Ф664 («Аркон»)
- «Арал» — вибрационное периметровое средство обнаружения
- «Арахис» — портативная цифровая УКВ радиостанция
- «Арбалет» — семейство радиостанций Р-163
- «Арбалет» — носимый комплекс радиопеленгации и подавления
- «Арбалет» — вертолётная надвтулочная РЛС (на Ка-52)
- «Арбалет» — 30-мм противопехотный ручной гранатомёт ТКБ-0249
- «Арбалет» — новый парашют для ВДВ и спецназа
- «Арбалет-ДМ» — роботизированный пулемётный боевой модуль с дистанционным управлением для машин семейства «Тигр»
- «Арбат» — станция связи
- «Аргон» — авиационный радиоприцел ПРС-1
- «Аргон» — авиационный бортовой связной КВ радиопередатчик Р-835
- «Аргон» — корабельная система управления стрельбой
- «Аргон» — военные ЭВМ
- «Аргон» — космический аппарат фоторазведки
- «Аргон-Фтор» — корабельная КВ радиостанция Р-617
- «Аргонавт» — интегрированный модуль радиосвязи (морской)
- «Аргумент» — резиновая дубинка
- «Аргумент» — РЛК
- «Аргунь» — стрельбовой комплекс ПРК А-35 «Алдан»
- «Аргунь» — радиолокационный измерительный комплекс
- «Аргунь» — корабельная гидроакустическая станция МГ-322
- «Аргус» — ночной визир, ночной телевизионный прицел
- «Аргус» — катер на воздушной подушке (с ракетами «Вихрь»)
- «Аргус» — система контроля герметичности космических аппаратов
- «Арена» — комплекс активной танковой защиты
- «Арена-5» — подрывная машинка
  - «Арена-5М» — подрывная машинка
- «Арка» — узел связи
- «Арка» — сборно-разборное сооружение
- «Аркан» — ПТУР 9М117М1 (ЗУБК23-1) для комплексов 9К116
- «Аркан» — ракета класса «воздух-земля» Х-23М
- «Аркон» — космический аппарат оптико-электронной разведки 11Ф664
- «Арктика» — малое гидрографическое судно проекта 861
- «Арктика» — корабельная гидроакустическая станция для подводных лодок МГ-200
- «Арктика» — марка противооблединительной жидкости
- «Армавир» — ракета-мишень РМ-75МВУ
- «Армат» — 130-мм артиллерийская установка А-192
- «Армата» — опытная перспективная универсальная бронированная платформа (танк, БМП, БРЭМ)
- «Армерия» — топливозаправщик ТЗ-4БПД
- «Арон» — авиационная РЛС для управления огнём оборонительного вооружения
- «Арс» — система ручной стыковки космических аппаратов
- «Артек» — КВ/УКВ радиостанция Р-166 (на шасси КамАЗ)
- «Артек-Гелиос» — радиоприёмник КВ и УКВ Р-170П
- «Артек-Сириус» — возбудитель радиопередатчика КВ/УКВ Р-170В
- «Артиллерист» — самоходная десантная баржа А-3
- «Артиллерист» — большой охотник за подлодками проекта 122 (122А)
- «Арфа» — корабельный цифровой вычислительный комплекс МВМ-13
- «Арфа» — корабельная гидроакустическая станция миноискания МГ-519
- «Арфа» — авиационная антенная система
- «Арфа» — радиопередатчик
- «Архипелаг» — малый разведывательный корабль проекта 861М
- «Архипелаг» — передающий радиоцентр ВМФ 83Т54-2М («Скат-2М»)
- «Архипелаг» — система глубоководных аппаратов, используемая на подводных лодках проекта 611П
- «Аспект» — серия 152-мм специальных (ядерных) снарядов для пушек 2А36, 2С5
- «Астероид» — подвижная станция спутниковой связи правительственная
- «Астра» — переносные УКВ радиостанции Р-105Д, Р-108Д, Р-109Д
- «Астра» — береговой теплопеленгатор
- «Астра» — опытное танковое управляемое вооружение
- «Астра» — 120-мм самоходный миномёт 2С8 («Ландыш»)
- «Астра» — аппаратура радиоэлектронной борьбы
- «Астра» — система регенерации воздуха на подводных лодках
- «Астролог» — автомобиль МЗКТ-7930
- «Асфальт» — программно-коммутирующее устройство 9ДИ-3593 (для авиационной бомбовой кассеты РБК 500У БЕТАБ-М)
- «Атака» — ПТУР 9М120 для КУВ 9К113, 9К114, 9-А-2313
- «Атака» — корабельный цифровой вычислительный комплекс МВМ-012
- «Атака» — 55-литровый рюкзак
- «Атлант» — защитный костюм сапёра
- «Атлант» — тяжёлый транспортный самолёт 3М-Т (ВМ-Т)
- «Атлант» — ракетный крейсер проекта 1164
- «Атлант» — 30-мм автоматический станковый гранатомёт АГС-30 (6Г25) (ТКБ-722К)
- «Атлантида» — авиационная система противолодочного вооружения (опытная)
- «Атлас» — авиационная бортовая связная КВ радиостанция Р-842
- «Атлет» — тяжёлая ТРС станция Р-410 (Р-420)
- «Атолл» — корабельный радиолокатор
- «Атолл» — малогабаритный лазерный целеуказатель-дальномер 1Д26
- «Атом» — автоматическая система защиты бронетехники от оружия массового поражения
- «Аттракцион» — программно-коммутирующее устройство 9ДИ-3518 (для авиационной бомбовой кассеты РБК 500У ПТАБ)
- «Аут» — боевая разведывательная машина БРМ-1КМ (об.512)
- «Афалина» — подводная лодка-лаборатория проекта 1710
- «Афалина» — сторожевые катера проекта 04024
- «Афганит» — комплекс активной танковой защиты
- «Ахиллес» — мишень-имитатор подводных лодок
- «Аэробус» — бортовая аппаратура внутренней связи и коммутации П-511
- «Аэрокосмос» — авиационная ракетно-космическая система
- «Аэрон» — беспилотный летательный аппарат вертолётного типа
- «Аэрофон» — баллистическая ракета 9М72 с головкой самонаведения
- «Аякс» — корабельный гидроакустический комплекс
- «Аякс» — малогабаритный специальный фотоаппарат
- «Аякс» — проект многоцелевых гиперзвуковых самолётов